# Апелла
Апелла (от др.-греч. Ἀπέλλα) — народное собрание в Спарте.

## Состав и периодичность
В собрании могли принимать участие только полноправные спартиаты — мужчины старше 30-и лет, прошедшие полный цикл гражданского воспитания и принятые в состав одного из застольных товариществ (сисситий). Апелла собиралась один раз в месяц в строго определённом месте («между Бабикой и Кнакионом»). Созывали собрание либо цари и геронты, либо эфоры.

## Функции
Члены апеллы выбирали царей, членов герусии, эфоров, военачальников и всех низших должностных лиц. Голосование происходило в форме аккламации. Особая комиссия, находившаяся в закрытом помещении и не знавшая порядок прохождения кандидатов через площадь, на слух определяла уровень одобрительной реакции, поднятой собранием за каждого из претендентов на должность. Подобный порядок голосования критиковался ещё в древности, например, Аристотель называл его «детским».
Члены собрания слушали, обсуждали, принимали или отвергали предложения, внесённые герусией, царями и, вероятно, эфорами. Рядовые члены апеллы не обладали правом законодательной инициативы и не могли выносить собственные предложения на голосование в собрании.

## Вопрос о значимости апеллы
Дискуссионным остаётся вопрос о том, насколько важной была роль апеллы в жизни спартанского государства. По мнению большинства историков, собрание спартиатов лишь утверждало решения, принятые царём или герусией, и обладало избирательными функциями. Это мнение основано на так называемой прибавке к Большой ретре, архаической спартанской конституции. Согласно тексту этой «прибавки», сохранённому Плутархом:

«Если народ скажет криво, тогда старейшинам и архагетам (то есть царям) распустить».

Однако смысл этого не достаточно ясного архаического документа допускает и другие интерпретации.